# Jowica Simowski
Jowica Simowski (ur. 17 listopada 1982 w Tetowie) – macedoński siatkarz, grający na pozycji atakującego, reprezentant Macedonii. Od sezonu 2019/2020 występuje w drużynie Wardar Skopje.

## Sukcesy klubowe
Mistrzostwo Francji:
- 2010, 2011, 2014

Puchar Francji:
- 2016, 2017[1]

Superpuchar Francji:
- 2016

## Sukcesy reprezentacyjne
Liga Europejska:
- 2015
- 2014

## Nagrody indywidualne
- 2015: Najlepszy atakujący Ligi Europejskiej[2]